# 古今亭志ん彌
古今亭 志ん彌（ここんてい しんや、1950年8月6日 - ）は、落語協会所属の落語家。東京都荒川区日暮里出身。本名∶成島 寛。出囃子は『元禄花見踊り』、紋は『裏梅』。

## 経歴
浦和南高校、拓殖大学商学部卒業後1974年2月、二代目古今亭圓菊に入門。菊弥と名乗り5月に楽屋入り、前座となる。
1978年9月、柳家〆治、林家正雀、立川談之助と共に二ツ目昇進。
1987年3月、金原亭馬治、古今亭菊龍、柳家〆治と共に真打昇進。志ん彌と改名。

## 芸歴
- 1974年
  - 2月 - 二代目古今亭圓菊に入門。
  - 5月 - 前座となる、前座名「菊弥」。
- 1978年9月 - 二ツ目昇進。
- 1988年1月 - 真打昇進、「志ん彌」と改名。

## 人物
高校生時代は浦和南高校でサッカー選手として国体・インターハイなどで活躍。現在でもサッカーが得意で、春風亭正朝、ホームラン・勘太郎らと共にプレーしている。
浅草演芸ホール8月中席で毎年行われる住吉踊り連の主任・頭取りをしている。
池袋演芸場特選会で柳家〆治と二人会を開いている。

## 演目

### 古典
- 青菜
- 愛宕山
- 幾代餅
- 井戸の茶碗
- 黄金の大黒
- おかめ団子
- 怪談牡丹燈籠・御札はがし
- 開帳の雪隠
- 火焔太鼓
- 替り目
- くしゃみ講釈
- 蔵前籠
- 三方一両損
- 三味線栗毛
- 質屋蔵
- 付き馬
- 唐茄子屋政談
- 富久
- 抜け雀
- 寝床
- 化け物使い
- 船徳
- 木乃伊取り
- 妾馬
- 弥次郎
- 宿屋の仇討
- 夢金
- らくだ

### 新作
- 銀婚旅行 - 三代目三遊亭圓右作

## 弟子

### 内輪
- 岡本圭司（バラクーダ）

### 預かり
- 古今亭菊司 - 師匠二代目圓菊門下だったが前座時代は志ん弥預かりで修行

### 廃業
- 古今亭菊弥

## CD
- 古今亭志ん彌落語全集１「片棒」「ミイラ取り」
- 古今亭志ん彌落語全集２「穴泥」「八五郎出世」